# Chipiriri
Chipiriri ist eine Ortschaft im Departamento Cochabamba im südamerikanischen Andenstaat Bolivien.

## Lage im Nahraum
Chipiriri liegt in der Provinz Chapare und ist viertgrößte Ortschaft des Municipio Villa Tunari. Die Ortschaft liegt im Tal des Río Chapare, vier Kilometer nordwestlich des Flusses auf einer Höhe von 263 m und nur wenige Kilometer südlich des TIPNIS-Nationalparks.

## Geographie
Chipiriri liegt im bolivianischen Tiefland am Nordrand der Cordillera Oriental. Das Klima ist tropisch mit einem ausgeprägten Tageszeitenklima.
Die jährliche Durchschnittstemperatur im langjährigen Mittel liegt bei knapp 27 °C, die Monatstemperaturen liegen zwischen gut 23 °C im Juli und knapp 29 °C im Dezember und Januar. Der Jahresniederschlag mit 2.300 mm weist eine deutliche Regenzeit von Oktober bis April auf, mit Monatsniederschlägen zwischen 160 und 380 mm.

## Verkehrsnetz
Chipiriri liegt in einer Entfernung von 170 Straßenkilometern nordöstlich von Cochabamba, der Hauptstadt des Departamentos.
Durch das nahe gelegene Villa Tunari führt die 1657 Kilometer lange Nationalstraße Ruta 4, die das Land von Westen nach Osten durchquert. Sie führt von Tambo Quemado an der chilenischen Grenze über Cochabamba und Sacaba nach Villa Tunari und weiter über Santa Cruz nach Puerto Suárez an der brasilianischen Grenze. Zwei Kilometer östlich von Villa Tunari, zwischen den Brücken über den Río Espíritu Santo und den Río Chapare, zweigt von der Hauptstraße die Ruta 24 in nördlicher Richtung ab und erreicht Chipiriri nach sieben Kilometern.

## Bevölkerung
Die Einwohnerzahl der Ortschaft ist in den vergangenen beiden Jahrzehnten auf etwa das Vierfache angestiegen:
| Jahr | Einwohner | Quelle       |
| ---- | --------- | ------------ |
| 1992 | 253       | Volkszählung |
| 2001 | 505       | Volkszählung |
| 2012 | 1 064     | Volkszählung |
| 2024 |           | Volkszählung |

Die Region weist einen deutlichen Anteil an Quechua-Bevölkerung auf, im Municipio Villa Tunari sprechen 83,5 Prozent der Bevölkerung Quechua.